# Waldsee (Nadrenia-Palatynat)
Waldsee – miejscowość i gmina w Niemczech, w kraju związkowym Nadrenia-Palatynat, w powiecie Rhein-Pfalz, siedziba gminy związkowej Rheinauen. Do 30 czerwca 2014 siedziba gminy związkowej Waldsee.